# Ассе (Бельгия)
Ассе (нидерл. Asse) — коммуна на северо-западе провинции Фламандский Брабант (округ Халле-Вилворде), Фландрия, Бельгия. Впервые упоминается в 1015 году Официальный язык — нидерландский. На юго-востоке Ассе граничит с Брюссельским столичным округом, а потому доля иноязычных меньшинств (в первую очередь франкофонов) в нём, как и в других периферийных коммунах столицы, имеет тенденцию к росту. Общая площадь составляет 49,64 км², плотность населения — 595 жителей на км². Общая численность населения — 29 558 чел. (1 января 2008, оценка).